# Miles Cove
Miles Cove är en ort i Kanada.   Den ligger i provinsen Newfoundland och Labrador, i den östra delen av landet, 1 600 km öster om huvudstaden Ottawa. Antalet invånare är 140.
Terrängen runt Miles Cove är platt. Havet är nära Miles Cove åt nordost. Trakten runt Miles Cove är nära nog obefolkad, med mindre än två invånare per kvadratkilometer.. Närmaste större samhälle är Triton, 12,1 km öster om Miles Cove. 
I omgivningarna runt Miles Cove växer i huvudsak barrskog.